# Santa Maria in Calanca
Santa Maria in Calanca é uma comuna da Suíça, no Cantão Grisões, com cerca de 111 habitantes. Estende-se por uma área de 9,32 km², de densidade populacional de 12 hab/km². Confina com as seguintes comunas: Braggio, Buseno, Castaneda, Cauco, Grono, Selma, Verdabbio.
A língua oficial nesta comuna é o Italiano.